# 美索不達米亞地區 (阿根廷)

美索不達米亞地區是阿根廷的地區，位於該國東北部巴拉那河和烏拉圭河之間，由米西奧內斯省、恩特雷里奧斯省和科連特斯省組成，受亞熱帶氣候影響。